# Foxy Brown (filme)
Foxy Brown é um filme estadunidense de 1974 do gênero ação, pertencente ao estilo conhecido por blaxploitation, produção e atuação principal realizada por artistas afroamericanos, dirigido por  Jack Hill. A música, sempre marcante no gênero, é de  Willie Hutch.

## Sinopse
Foxy Brown é uma sensual mulher negra, que busca vingança pelo assassinato do namorado, o agente policial Dalton Ford. Infiltrado em uma quadrilha de traficantes e proxenetas, Ford fez cirurgia plástica depois que foi descoberto mas mesmo assim acabou denunciado e morto pelos bandidos. O informante foi o irmão de Foxy, o endividado e viciado Link Brown.
Foxy resolve se infiltrar na quadrilha, fazendo-se passar por uma garota de programa. Depois de arruinar alguns negócios dos bandidos, eles a perseguem. Mas Foxy se mostra bastante esperta, determinada e violenta e não cessará sua vingança enquanto não destruir todos os inimigos.

## Elenco
- Pam Grier...Foxy Brown
- Antonio Fargas...Link Brown
- Peter Brown...Steve Elias
- Terry Carter...Michael Anderson/Dalton Ford
- Kathryn Loder...Katherine Wall
- Harry Holcombe...giudice Fenton
- Sid Haig...Hays
- Juanita Brown...Claudia
- Sally Ann Stroud...Deb
- Bob Minor...Oscar
- Tony Giorgio...Eddie
- Fred Lerner...Bunyon
- Judith Cassmore...Vicki
- H.B. Haggerty...Brandi
- Boyd "Red" Morgan...Slauson

## Curiosidades
- O diretor Jack Hill contou que Foxy Brown era para ser uma sequência de  Coffy (1973), também estrelado por Pam Grier. O titulo inicial era "Burn, Coffy, Burn!". Contudo, na última hora os executivos da American International Pictures decidiram que não seria uma sequência. Assim, Foxy Brown ficou sem profissão no filme -- em "Coffy" ela era enfermeira, o que não pôde ser repetido -- pois não houve tempo para se reescrever o roteiro.
- Foxy Brown se tornaria um dos mais influentes filmes blaxploitation e Pam Grier seria reconhecida como a musa do gênero.
- Foxy Brown foi influência direta para o filme Jackie Brown, do cultuado diretor Quentin Tarantino. Desde a protagonista, Pam Grier, até a fonte utilizada nos créditos iniciais do longa, incluindo o título.